# D’Ansit
D’Ansit ist ein sehr selten vorkommendes Mineral aus der Mineralklasse der „Sulfate (und Verwandte)“ (siehe Klassifikation) mit der chemischen Zusammensetzung Na21Mg[Cl3|(SO4)10] und damit chemisch gesehen ein Natrium-Magnesium-Sulfat mit zusätzlichen Chloridionen.
D’Ansit kristallisiert im kubischen Kristallsystem, konnte bisher jedoch nur in Form von Einschlüssen in Blödit gefunden werden. In reiner Form ist D’Ansit farblos und durchsichtig mit einem fettähnlichen Glanz auf den Oberflächen. Durch vielfache Lichtbrechung aufgrund von Gitterfehlern oder polykristalliner Ausbildung kann er aber auch weiß erscheinen und durch Fremdbeimengungen eine gelbe, blassbraune oder violette Farbe annehmen, wobei die Transparenz entsprechend abnimmt. Synthetische D’Ansit-Kristalle haben einen tetraedrischen Habitus mit einer Kantenlänge von maximal 0,3 Millimetern und fettähnlichem Glanz auf den Oberflächen.
D’Ansit ist das Mg-Analogon der 2011 entdeckten und anerkannten Minerale D’Ansit-(Fe) mit der Zusammensetzung Na21Fe(SO4)10Cl3 und D’Ansit-(Mn) mit der Zusammensetzung Na21Mn(SO4)10Cl3.

## Etymologie und Geschichte
Erstmals entdeckt wurde das Mineral in den Salzgruben bei Hall in Tirol in Österreich und kurz beschrieben 1909 durch Rudolf von Görgey (auch Rudolf Görgey von Görgö und Toporcz, 1886–1915; siehe auch Görgeyit), der dem Mineral allerdings keinen Namen gab. 1958 gelang es H. Autenrieth und G. Braune, das Mineral synthetisch herzustellen und bezeichneten es in ihrer Publikation als D’Ansit nach dem deutschen Mineralogen Jean D’Ans (1881–1969). Bestätigt wurde die natürliche Existenz von D’Ansit schließlich 1972 durch Shi Nicheng and Ma Zhesheng, die das Mineral in Bohrkernen aus tertiären Schichten der Salzlagerstätten von Jianghan in China fanden.
D’Ansit war bereits lange vor der Gründung der International Mineralogical Association (IMA) bekannt und als eigenständige Mineralart anerkannt. Damit hätte D’Ansit theoretisch den Status eines grandfathered Mineral. In der 2007 erfolgten Publikation der IMA: Commission on new minerals and mineral names wurden allerdings einige der bereits 1998 von der IMA/CNMNC herausgegebenen Regeln zur Nomenklatur von Mineralnamen noch einmal bekräftigt und unter anderem in Bezug auf diakritische Zeichen präzisiert. Zudem wurde beschlossen, Minerale umzubenennen, deren Namen nicht den Regeln der IMA/CNMNC entsprechen (IMA No. 07-C). In der angekündigten und 2008 veröffentlichten Liste „Tidying up Mineral Names: an IMA-CNMNC Scheme for Suffixes, Hyphens and Diacritical marks“ wurde auch endgültig festgelegt, dass der Mineralname D’Ansit mit echtem Apostroph zu schreiben ist. Als Ersatzzeichen aufgrund von technischer Beschränkung wird aber auch ein gerader, senkrechter Strich (') genutzt. Nicht korrekt ist entsprechend die Schreibung ohne Apostroph (Beispiele falscher Schreibung: Dansit oder DAnsit). Aufgrund der 2007 beschlossenen regelgemäßen Neu- bzw. Umbenennungen von Mineralnamen, die auch den D’Ansit einschloss und automatisch dessen nachträgliche Anerkennung bedeutete, wird das Mineral seitdem in der „Liste der Minerale und Mineralnamen“ der IMA unter der Summenanerkennung „IMA 2007 s.p.“ (special procedure) geführt.
Ein Aufbewahrungsort für das Typmaterial des Minerals ist nicht dokumentiert.

## Klassifikation
In der veralteten 8. Auflage der Mineralsystematik nach Strunz gehörte der D’Ansit zur Mineralklasse der „Sulfate, Chromate, Molybdate und Wolframate“ und dort zur Abteilung der „Wasserfreien Sulfate, mit fremden Anionen“, wo er zusammen mit Chlorothionit, Linarit und Schmiederit sowie dem als fraglich geltenden Anhydrokainit die „Chlorothionit-Linarit-Gruppe“ mit der System-Nummer VI/B.02 bildete.
Im zuletzt 2018 überarbeiteten und aktualisierten Lapis-Mineralienverzeichnis nach Stefan Weiß, das sich aus Rücksicht auf private Sammler und institutionelle Sammlungen noch nach dieser alten Form der Systematik von Karl Hugo Strunz richtet, erhielt das Mineral die System- und Mineral-Nr. VI/B.04-010. In der „Lapis-Systematik“ entspricht dies ebenfalls der Abteilung „Wasserfreie Sulfate, mit fremden Anionen“, wo D’Ansit (hier: Dansit) zusammen mit Adranosit-(Al), Adranosit-(Fe), D’Ansit-(Fe), D’Ansit-(Mn), Therasiait und Ye’elimit die unbenannte Gruppe VI/B.04 bildet.
Die von der International Mineralogical Association (IMA) zuletzt 2009 aktualisierte 9. Auflage der Strunz’schen Mineralsystematik ordnet den D’Ansit in die erweiterte Klasse der „Sulfate, Selenate, Tellurate, Chromate, Molybdate und Wolframate“, dort allerdings ebenfalls in die Abteilung der „Sulfate (Selenate usw.) mit zusätzlichen Anionen, ohne H2O“ ein. Diese ist weiter unterteilt nach der relativen Größe der beteiligten Kationen, so dass das Mineral entsprechend seiner Zusammensetzung in der Unterabteilung „Mit mittelgroßen und großen Kationen“ zu finden ist, wo es als einziges Mitglied die unbenannte Gruppe 7.BC.05 bildet.
Auch die vorwiegend im englischen Sprachraum gebräuchliche Systematik der Minerale nach Dana ordnet den D’Ansit in die Klasse der „Sulfate, Chromate und Molybdate“ und dort in die Abteilung der „Wasserfreien Sulfate mit Hydroxyl oder Halogen“ ein. Hier ist er als einziges Mitglied/zusammen mit in der unbenannten Gruppe 30.01.10 innerhalb der Unterabteilung „Wasserfreie Sulfate mit Hydroxyl oder Halogen und (AB)m(XO4)pZq, mit m : p > 2 : 1“ zu finden.

## Chemismus
In der (theoretisch) idealen, stoffreinen Zusammensetzung von D’Ansit (Na21Mg(SO4)10Cl3) besteht das Mineral im Verhältnis aus 21 Teilen Natrium (Na), einem Teil Magnesium (Mg), 10 Teilen Schwefel (S), 40 Teilen Sauerstoff (O) und drei Teilen Chlor (Cl). Dies entspricht einem Massenanteil (Gewichtsprozent) von 30,67 Gew.-% Na, 1,54 Gew.-% Mg, 20,37 Gew.-% S, 40,66 Gew.-% O und 6,76 Gew.-% Cl oder in der Oxidform 41,34 Gew.-% Natriumoxid (Na2O), 2,56 Gew.-% Magnesiumoxid (MgO), 50,86 Gew.-% Schwefeltrioxid (SO3) und 5,24 Gew.-% Cl2. Andere Quellen geben den Schwefelanteil auch in Form des Sulfations SO4 mit 61,03 Gew.-% an.
Die Analyse von natürlichem D’Ansit aus den Salzlagerstätten von Jianghan in China ergab dagegen leicht abweichende Werte, wobei diejenigen von Natrium und Magnesium praktisch identisch mit der idealen Zusammensetzung waren. Der Massenanteil von SO4 war mit 60,24 Gew.-% etwas geringer und der Cl-Anteil mit 7,47 Gew.-% etwas erhöht. Zudem wurden Fremdbeimengungen von 0,12 Gew.-% Hydrogencarbonat (HCO3) und 0,06 Gew.-% Calcium (Ca) gemessen.

## Kristallstruktur
D’Ansit kristallisiert kubisch in der Raumgruppe I43d (Raumgruppen-Nr. 220) mit dem Gitterparameter a = 15,91 Å sowie 4 Formeleinheiten pro Elementarzelle.

## Eigenschaften
D’Ansit ist leicht wasserlöslich und muss daher vor Feuchtigkeit geschützt aufbewahrt werden.

## Bildung und Fundorte
D’Ansit bildet sich als seltene Komponente in marinen Evaporit-Lagerstätten, wo er unter anderem in Paragenese mit Blödit, Thénardit und Vanthoffit auftritt.
Außer an seiner Typlokalität, den Salzgruben bei Hall im Österreichischen Bundesland Tirol, sind weltweit bisher nur vier weitere Vorkommen dokumentiert (Stand 2023): Der Waldsea Lake in der kanadischen Provinz Saskatchewan, die Salzlagerstätte Jianghan in der chinesischen Provinz Hubei, die Abraumhalde „Bahai de Ite“ in der peruanischen Provinz Jorge Basadre und die Blue Lizard Mine im Bergbaubezirk Red Canyon des US-Bundesstaates Utah.
Auch an verschiedenen Orten im Zechsteinbecken wie unter anderem bei Unstrut und im nördlichen Harzkreis soll D’Ansit vorkommen.